# ピアノソナタ第2番 (カバレフスキー)
ドミトリー・カバレフスキーの《ピアノ・ソナタ第2番 変ホ長調》作品45は、1945年に作曲され、エミール・ギレリスに献呈された。カバレフスキーの3つのソナタの中では最も劇的で広大である。この曲はセルゲイ・プロコフィエフの第6番のような戦争ソナタであり、第1楽章はドミートリイ・ショスタコーヴィチの交響曲第7番に似ている。

## 構成
1. Allegro moderato. Festivamente - Allegro molto - Festivamente (poco piú mosso del tempo I) - Largamente, drammatico.
2. Andante sostenuto - Pochissimo piú mosso - Tempo I.
3. Presto assai